# William Law
William Law, född 1686 i Kings Cliffe, död den 9 april 1761, var en engelsk mystiker.
Law prästvigdes 1711, men vägrade 1714 som sträng jakobit att svärja trohetsed åt Georg I och gick därigenom miste om all personlig befordran. Han verkade sedan som privatlärare, för bland andra historieskrivaren Gibbons far, och var andlig rådgivare åt bland andra bröderna Charles och John Wesley i deras ungdom. År 1740 drog sig Law tillbaka till sin födelseort  med två kvinnliga trossyskon, mrs Hutcheson och Hester Gibbon, och där ägnade de sig till hans död helt åt studier, andaktsövningar och barmhärtighetsverk. 
Laws tidigare arbeten, Practical Treatise on Christian Perfection (1726) och A Serious Call to a Devout and Holy Life (1728), gjorde starkt intryck på Whitefield, bröderna Wesley och andra ledare av den evangeliska väckelsen i England. År 1734 blev Law bekant med Jakob Böhmes skrifter, som gav en starkt mystik prägel åt hans senare författarskap (The Spirit of Prayer, 1749; The Spirit of Love, 1752, med flera). Hans Collected Works utgavs i 9 band 1762.